# 贝尔格莱德游击队篮球俱乐部
贝尔格莱德游击队篮球俱乐部是一支主場位于塞尔维亚贝尔格莱德的职业篮球队。该俱乐部成立於1945年10月4日，它参加ABA联赛和欧洲篮球联赛。2009年9月，游击队篮球俱乐部成为第一支与NBA球队进行正式比赛的塞尔维亚球队。